# Epinephelus morrhua
Epinephelus morrhua es una especie de peces de la familia Serranidae en el orden de los Perciformes.

## Morfología
Los machos pueden llegar alcanzar los 90 cm de longitud total.

## Distribución geográfica
Se encuentra desde el mar Rojo y la África Oriental hasta el Pacífico central.